# Côte de Gould
La côte de Gould est une région côtière de la terre Marie Byrd donnant sur la barrière de Ross, en Antarctique occidental, et s'étendant entre la côte de Siple au nord et le glacier Scott au sud. Les régions situées à plus de 150° ouest se trouvent dans la dépendance de Ross, revendiquée par la Nouvelle-Zélande. La côte de Gould a été baptisée en l'honneur de l'explorateur américain Laurence McKinley Gould.